# Lahinch
Lahinch (Iers: Leath Inis) is een plaats in Ierland, gelegen in het westelijk deel van County Clare, aan de Atlantische Oceaan.
De naam Lahinch is een verengelsing van de oude Ierse naam Leath Inis ("half eiland"). Lahinch is dan ook wat ingeklemd tussen de Atlantische Oceaan in het westen, de rivier Inagh in het noorden en de kleinere rivier Moy in het zuiden.
De oude naam voor Lahinch, "Leacht Uí Chonchubhair" (Cairn ter herdenking van O'Connor) of "An Leacht" (De Cairn), verwijst naar een cairn die de begraafplaats markeert van een van de leiders van de O'Connor-clan, die in vervlogen tijden de lokale macht uitoefenden in het district Corcomroe (Iers: Corco Modhruadh Iartharach)
Sinds prehistorische tijden hebben er mensen gewoond in de omgeving van Lahinch. In latere tijden zijn er verschillende forten en kastelen verrezen.
Tot in de 18e eeuw bestond Lahinch alleen uit een paar losse woningen. De groei kwam echter flink op gang met de aanleg van de West Clare Railway in 1887. Daarmee werd het fraaie strand ineens bereikbaar voor de bewoners van Ennis, Kilrush, Kilkee en Limerick. Een razendsnelle ontwikkeling was het gevolg, waaraan ook de in 1892 opgerichte Lahinch Golf Club bijdroeg.
In september 1920 werd een groot aantal gebouwen in Lahinch in brand gestoken door Britse hulptroepen (Black and Tans) als wraakactie voor de IRA-hinderlaag bij Rineen, enige kilometers zuidelijker. Aangezien half Lahinch (inclusief alle openbare gebouwen) na deze wraakactie platgebrand was, wordt deze gebeurtenis vaak gezien als de start van de moderne ontwikkeling tot toeristenplaats.
Tegenwoordig telt Lahinch enige tientallen pubs, hotels, B&B's, caravan- en vakantieparken en toeristische attracties. Heeft Lahinch in de zomer ongeveer 9.000 à 10.000 inwoners, gedurende de winter daalt dat aantal tot ongeveer 1.500 inwoners.
Ardnacrusha · Aughinish · Ballynacally · Ballyvaughan · Barefield · Bodyke · Bridgetown · Broadford · Bunratty · Carrigaholt · Carran · Clarecastle · Clonlara · Cloonanaha · Connolly · Cooraclare · Coore - Corofin · Cratloe · Cree (Creegh) · Cross · Crusheen · Doolin · Doonaha · Doonbeg · Ennis · Ennistymon · Fanore · Feakle · Hurlers Cross · Inagh · Kilbaha · Kildysart · Kilfenora · Kilkee · Kilkishen · Killaloe · Killimer · Kilmihil · Kilnamona · Kilrush · Kilshanny · Knock · Labasheeda · Lahinch · Liscannor · Lisdoonvarna · Lissycasey · Loop Head · Meelick · Milltown Malbay · Mountshannon · Mullagh · Newmarket-on-Fergus · Noughaval · O'Briensbridge · O'Callaghans Mills · Parteen · Quilty · Quin · Ruan · Scariff · Shannon · Sixmilebridge · Spancillhill · Spanish Point · Tuamgraney · Tulla · Whitegate

Regio's

Burren · Loop Head